# Paul Halla
Paul Halla (10. dubna 1931 – 6. prosince 2005) byl rakouský fotbalista.

## Klubová kariéra
Hrál za SK Sturm Graz, Grazer AK a SK Rapid Vídeň.

## Reprezentační kariéra
V letech 1954 až 1965 odehrál za rakouskou fotbalovou reprezentaci 34 zápasů a vstřelil 2 góly, zúčastnil se Mistrovství světa ve fotbale 1954 a Mistrovství světa ve fotbale 1958.

## Úmrtí
Zemřel ve vídeňské nemocnici v prosinci 2005 po operaci žaludku.

## Úspěchy
- Rakouská Bundesliga (5):
  - 1954, 1956, 1957, 1960, 1964
- Rakouský pohár (1):
  - 1961